# Standardentropie
Die Standardentropie (Symbol S0) eines chemischen Stoffes ist die Entropie dieses Stoffes unter Standardbedingungen. Bezieht sich der Wert der Standardentropie auf die Stoffmenge von einem Mol, spricht man auch von der molaren Standardentropie (Symbol S0m).

## Maßeinheit
Die Maßeinheit der molaren Standardentropie ist J / (K · mol).

## Eigenschaften
Als Maß für die Unordnung in einem System kann man sich vorstellen, dass diese Unordnung mit steigender Temperatur zunimmt – so wie Wassermoleküle, die im Eiskristall zunächst in einer gewissen Ordnung vorliegen, durch Erwärmen im flüssigen Wasser sich aus diesem Verband lösen, bis sie sich nach dem Sieden nahezu völlig unabhängig voneinander umherbewegen.
Eine Formulierung des dritten Hauptsatzes der Thermodynamik besagt: Für jeden reinen, in idealer Ordnung kristallisierenden Stoff ist die Entropie am absoluten Nullpunkt gleich. Man gibt diesen Stoffen bei T = 0 die Entropie Null. Deswegen lassen sich molare Standardentropien in absoluten Werten angeben.
Jedoch können, abhängig vom betrachteten System, andere Nullpunkte für die Standardentropie gewählt werden. Bei elektrochemischen Messungen in wässrigen, Ionen enthaltenden Lösungen z. B. weist man dem Proton die Standardentropie Null zu.